# Dowód wprost
Dowód wprost (dowód zwyczajny, dowód klasyczny) – inna od dowodu nie wprost forma dowodzenia w systemie założeniowym rachunku zdań, w której prawdziwość tezy dowodzi się bezpośrednio poprzez dedukcję – z założeń twierdzenia i aksjomatów teorii (ustalonych reguł).

## Przykład dowodzenia metodą wprost w klasycznym rachunku zdań
|    | {\displaystyle \neg (\neg p\implies \neg q)\implies (p\implies q)} | (schemat zdaniowy) |
| -- | ------------------------------------------------------------------ | --- |
| 1. | {\displaystyle \neg (\neg p\implies \neg q)}                       | (pierwsze założenie w schemacie)                                                                                                 |
| 2. | {\displaystyle p}                                                  | (drugie założenie w schemacie)                                                                                                   |
| 3. | {\displaystyle \neg p\land \neg \neg q}                            | (zast. reguły negowania implikacji z wiersza 1.)                                                                                 |
| 4. | {\displaystyle \neg p}                                             | (zast. reguły opuszczania koniunkcji z wiersza 3.)                                                                               |
| 5. | {\displaystyle \neg \neg q}                                        | (zast. reguły opuszczania koniunkcji z wiersza 3.)                                                                               |
| 6. | {\displaystyle q}                                                  | (zast. reguły opuszczania negacji z wiersza 5. prowadzące do uzyskania tezy schematu, a zatem i wniosku, iż musi być tautologią) |